# Castelbottaccio
Castelbottaccio es una localidad y comune italiana de la provincia de Campobasso, región de Molise, con 372 habitantes.
Está situado sobre una colina a 618 m de altura; está distante a 30 km de Campobasso, a 45 km de Termoli, a 110 km de Nápoles, a 164 km de Pescara, a 220 km de Roma y de Bari. Tiene una superficie aproximada de 1300 ha. Linda con el río Biferno y los pueblos Lupara, Lucito, Morrone del Sannio y Civitacampomarano.

## Historia
Castelbottaccio es uno de los tantos burgos del Molise que surgieron en el siglo IX. Fue una colonia árabe y de allí provenía su nombre Kalaat, que en idioma árabe quería decir "fortaleza". Luego adoptó el nombre Calcabuttaccio y finalmente Castelbottaccio, a partir del año 1767.
En Castelbottaccio nacieron muchas personas que se destacaron en varias culturas. Entre ellos no podemos olvidarnos de Don Arnaldo De Lisio, pintor conocido como maestro de los colores; entre sus obras podemos mencionar el cuadro de la Virgen del Carmelo, que está expuesto en la Capilla Rural de Santa Justa y otra de sus obras está expuesta en el Museo de Bellas Artes (Buenos Aires). También podemos mencionar a don Albino De Lisio que fue ministro del tesoro en Roma en la época de Mussolini.

## Evolución demográfica
| Gráfica de evolución demográfica de Castelbottaccio entre 1861 y 2001 |
|                                                                       |
| Fuente ISTAT - elaboración gráfica de Wikipedia                       |